# Golden Gate Open 2023
Die Golden Gate Open 2023 waren ein Tennisturnier der WTA Challenger Series 2023 für Damen und ein Tennisturnier der ATP Challenger Tour 2023 für Herren in Stanford. Die Turniere fanden zeitgleich vom 13. bis 19. August 2023 statt.